# اريك جوستين
اريك جوستين (بالإنجليزية: Eric Heath)‏ هو مهندس معماري أسترالي، ولد في 1894 في Junee ‏ في أستراليا، وتوفي في 23 سبتمبر 1952 في سيدني في أستراليا.